# Elżbieta Czyżewska
Elżbieta Justyna Czyżewska (Varsavia, 14 maggio 1938 – New York, 17 giugno 2010) è stata un'attrice polacca.

## Biografia
Elżbieta Czyżewska nasce il 14 maggio 1938 a Varsavia. Suo padre Jan muore durante  la seconda guerra mondiale. A causa dei problemi di alcolismo di sua madre, la sarta Jadwiga Gimpel, la piccola Elżbieta trascorre parte della sua infanzia in un orfanotrofio a Konstancin-Jeziorna, nel voivodato della Masovia.
Nel 1959 sposa il regista Jerzy Skolimowski. Nel 1960 si diploma all’Accademia di Teatro di Stato a Varsavia e rifiuta di sottoporsi a un intervento chirurgico per ridurre le dimensioni del suo seno, come consigliatole dal preside al fine di interpretare ruoli principali nel teatro romantico. Nel 1965 divorzia da Skolimowski e il 13 giugno dello stesso anno sposa David Halberstam, corrispondente del New York Times. Il marito, vincitore un anno prima del Premio Pulitzer per i suoi lavori sulla Guerra del Vietnam, diviene persona non grata dopo un articolo su Władysław Gomułka. I due lasciano la Polonia per gli Stati Uniti e divorziano poi nel 1977.
Dopo aver lasciato la Polonia il 22 aprile 1968, Czyżewska vi fa ritorno il 16 dicembre per un breve periodo per recitare nel film Tutto in vendita di Andrzej Wajda.
Muore il 17 giugno 2010 a New York, all'età di 72 anni, per un carcinoma dell'esofago.

## Filmografia parziale
- Milczenie, regia di Kazimierz Kutz (1963)
- Rysopis - Segni particolari nessuno, regia di Jerzy Skolimowski (1964)
- Il manoscritto trovato a Saragozza, regia di Wojciech Has (1965)
- Walkover, regia di Jerzy Skolimowski (1965)
- Niekochana, regia di Janusz Nasfeter (1966)
- Tutto in vendita, regia di Andrzej Wajda (1969)
- Cadillac Man - Mister occasionissima, regia di Roger Donaldson (1990)

## Riconoscimenti
Czyżewska ha ricevuto l’Obie Award nel 1990 per la sua interpretazione in Crowbar.